# 塞内加尔
14°40′N 17°25′W / 14.667°N 17.417°W
塞内加尔共和国（法語：République du Sénégal），通稱塞內加爾（法語：Sénégal），是西非国家，位于塞内加尔河的南岸，首都达喀尔。它的西边是大西洋，北边是毛里塔尼亚，东边是馬利，南边是几内亚和几内亚比绍。冈比亚在塞内加尔的包围之中，維得角群岛在距离其海岸约560公里处。

## 历史
根据考古发现，塞内加尔在史前即有人居住了。在塞内加尔占主导地位的伊斯兰教在11世纪第一次传入该地区，95%的塞内加尔人是穆斯林。在13世纪和14世纪，该地区属于东部的曼丁哥（Mandingo）帝国的势力范围，同时期该地区还有卓洛夫（Jolof）帝国。
15世纪中叶葡萄牙人侵入，来到塞内加尔，1659年法国在圣路易斯港建立殖民点，並在迪烏布爾杜戰役和萊巴爾橋戰役戰役後，於1864年成为法国殖民地，1909年并入法属西非洲，最终占领该地区。
1959年1月，塞内加尔同法国殖民地法屬苏丹结成马里联邦。1960年4月4日同法国签署权力移交协定，并于1960年6月20日完全独立。但由于国内政治困难，联邦于8月20日解体。塞内加尔和苏丹（更名为马里共和国）分别宣布独立。1960年8月，利奥波德·塞达尔·桑戈尔当选为塞内加尔第一任总统。
在马里联邦解体之后，总统桑戈尔和总理马马杜·迪亚（Mamadou Dia）共同执政。1962年12月，迪亚试图发动政变，但没有成功。迪亚被逮捕被监禁，并且塞内加尔通过了一部新的宪法以巩固总统的权力。1980年，总统桑戈尔决定退出政坛并将权力交给了他精心挑选的继承人——阿卜杜·迪乌夫（Abdou Diouf）。
1982年2月1日，塞内加尔同冈比亚组成了名义上的塞内冈比亚联邦。但是，联盟在1989年解散。自1982年以来，卡萨芒斯（Casamance）地区分裂势力同政府军冲突不断。
阿卜杜·迪乌夫在1981年至2000年期间担任总统职务。他鼓励放宽政治参与，减少政府对经济的干预，扩大外交接触特别是与其它发展中国家，改善民主与人权。迪乌夫担任了四届总统。在2000年总统大选中，他败给了反对党领袖阿卜杜拉耶·瓦德。塞内加尔完成了历史上第二次权力的和平交接，也是第一次一个政党同另一个政党之间的权力交接。2004年12月30日，总统瓦德宣布塞國政府与分裂势力在卡萨芒斯签署和平协定，卡萨芒斯分裂势力宣布放弃武装斗争。
2012年3月25日，麦基·萨勒在总统竞选中通过两轮投票，最后在第二轮投票中击败了寻求连任的阿卜杜拉耶·瓦德，以65.80%的得票率成功当选为新一任总统。

## 地理

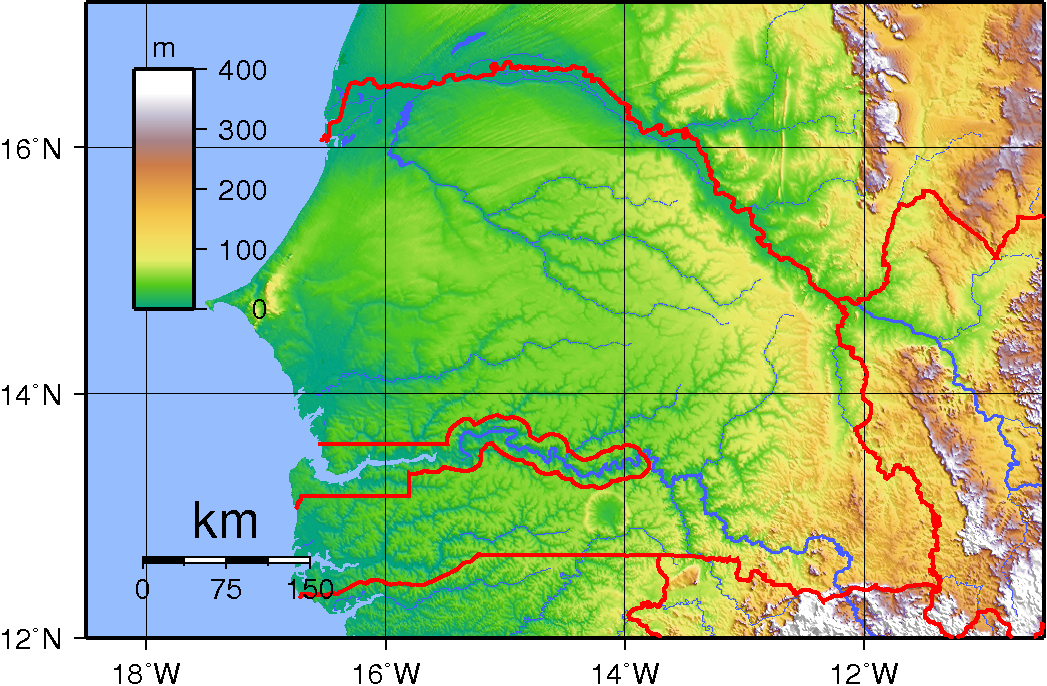
塞內加爾地形

塞內加爾是一個西非沿海國家。塞內加爾的面積有196,190平方公里，其中192,000平方公里是土地，4,190平方公里是水域。塞內加爾的國土面積略小於英國和美國的南達科他州。塞內加爾西部臨北大西洋，北部和茅利塔尼亞接壤，東部和馬里接壤，東南部和幾內亞接壤，西南部和幾內亞比紹接壤。此外，岡比亞全境都被塞內加爾包圍。塞內加爾對領海要求為12海里。 塞内加尔地形主要为平原，东部和东南部有丘陵高地，沿岸多起伏的沙丘。
塞内加尔河（the Senegal River）是其北方边界，在其境内长850公里。另外，塞内加尔还有冈比亚河和卡萨芒斯河。首都达喀尔位于佛得角半岛（the Cap-Vert Peninsula），是非洲大陆的最西端。
塞內加爾受信風帶影響，屬夏雨冬乾型的熱帶莽原氣候，中部和东部大部分为半沙漠地带。年雨量約600毫米，由北向南遞增，雨季為六月至十月。最高月均溫27℃，最低月均溫17℃，由內陸向海岸遞減。

## 行政區劃

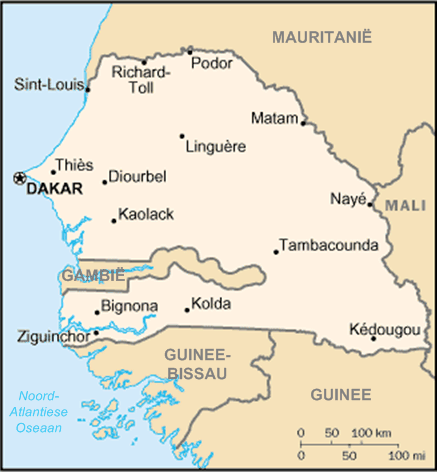
塞内加尔地图

塞内加尔全国划分为14个行政区，区下设45省，省下设103县。
塞内加尔11个区分别为：
- 达喀尔区
- 久尔贝勒区
- 法蒂克区
- 考拉克区
- 科尔达区
- 卢加区
- 马塔姆区
- 圣路易区
- 坦巴昆达区
- 捷斯区
- 济金绍尔区

2008年9月10日，新设卡夫林区、凯杜古区、塞久区3个区。

## 政治
塞內加爾為一個總統制的共和國，總統任期5年（2007年前為7年），現任總統麦基·萨勒於2012年4月就职。
塞內加爾國會為一院制，議席共150席，與總統選舉分開舉行，議員任期5年。
2019年5月4日，塞内加尔国会表决通过宪法改革案，永久取消塞内加尔总理职位，行政权力将会以总统为中心。

## 經濟

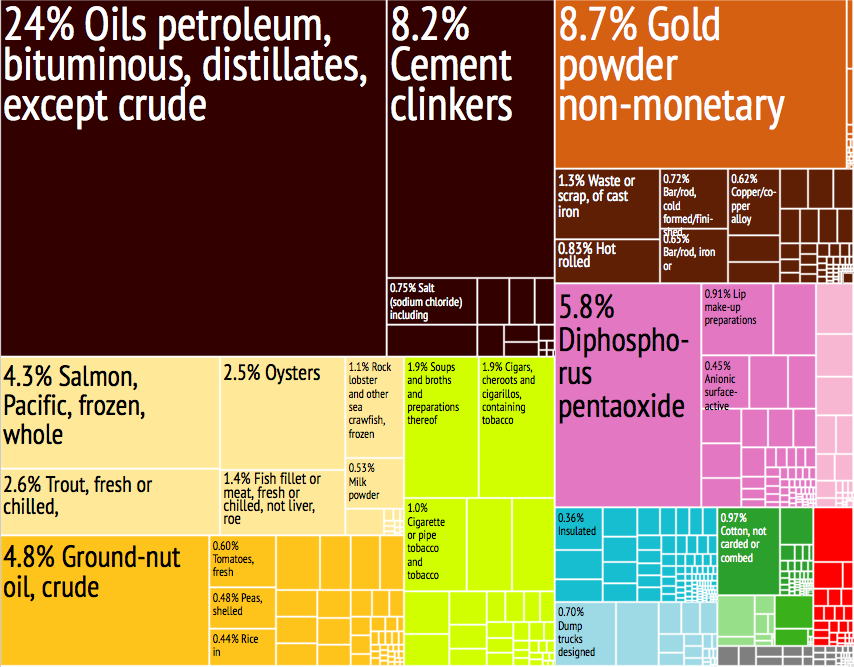
出口產品比重

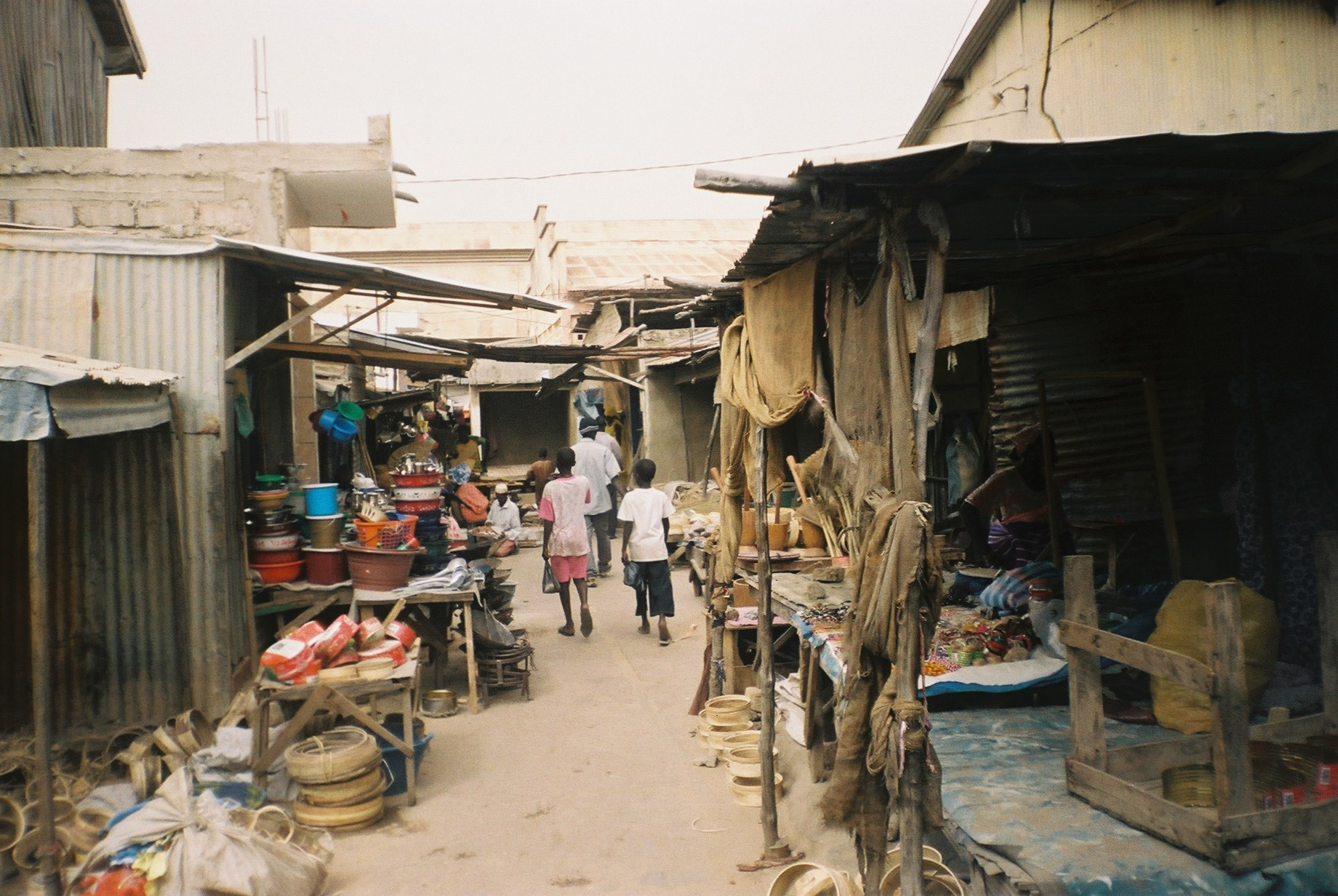
地方市場

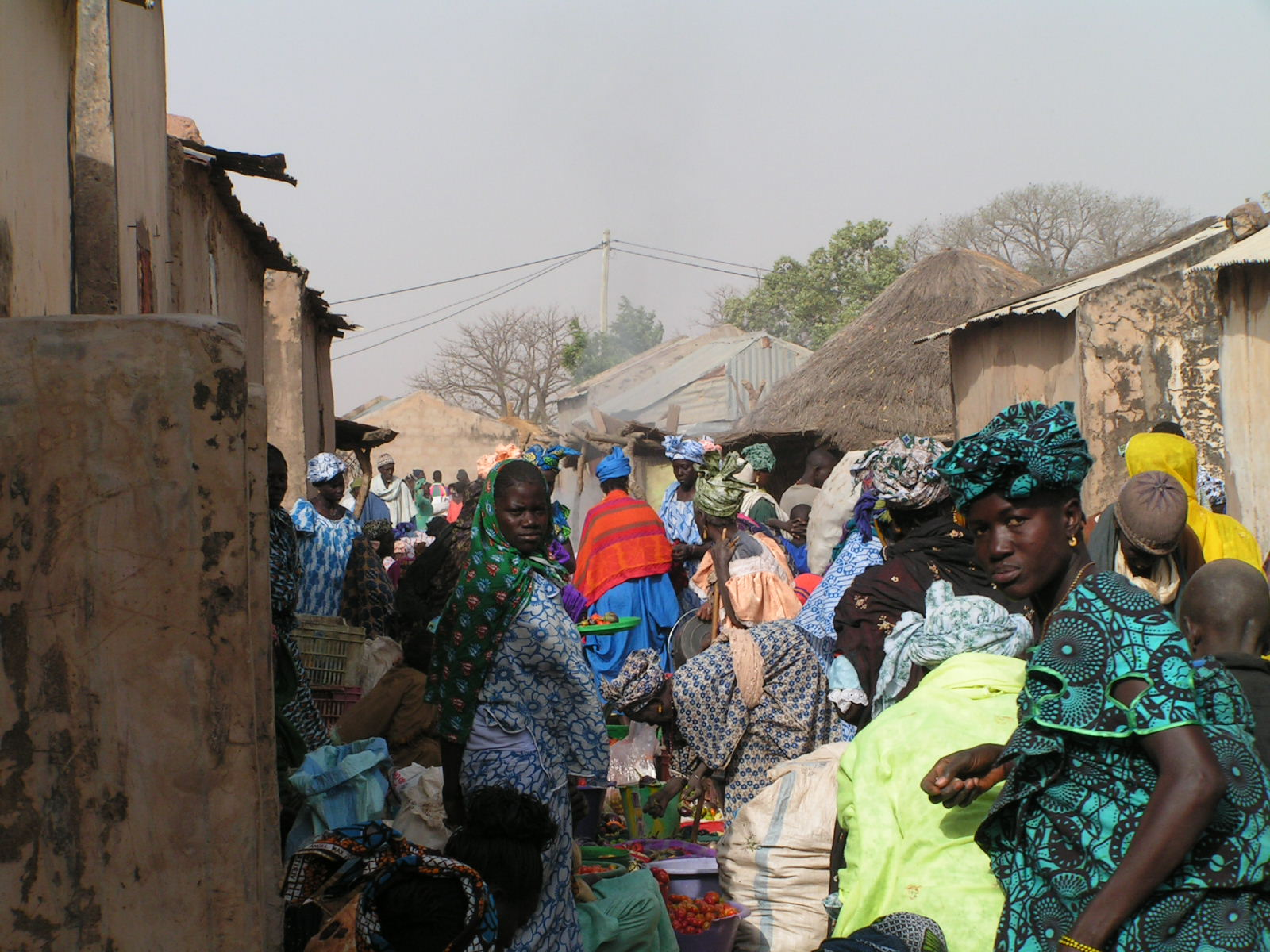
卡夫林區

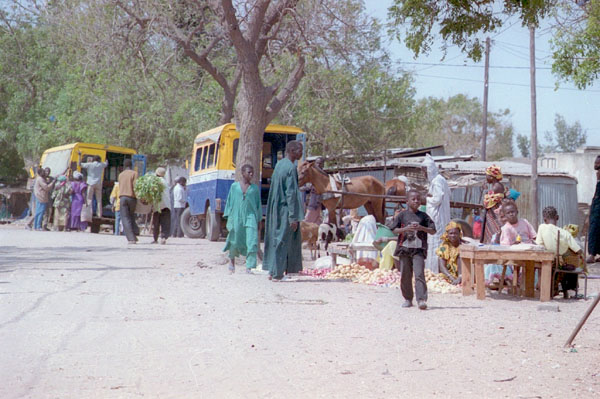
塞內加爾街道邊的攤販

塞內加爾經濟活動以農業（花生、棉花、稻米）、漁業、礦業（磷礦）、工業為主，工業化程度較其他西非國家來得高。西非國家中央銀行總部設於首都達喀爾。
1994年1月，在国际援助团体的支持下，塞内加尔采取了一个大胆而极具雄心的经济改革计划。改革先由将本国货币（非洲法郎，以固定汇率同前法国法郎挂钩，现在同欧元挂钩）贬值50%开始。政府价格控制和补助也渐渐被取消了。
鉴于1993年该国经济倒退了2.1个百分点，塞内加尔做了一个重要的转变，在经济改革计划的实施下，从1995到2001年国家每年GDP的实际增长率平均在5%左右。每年的通货膨胀率被减少到低于1%，但到2001年据估计又涨到了3.3%。投资占GDP的比例从93年的13.8%稳定增长到97年的16.5%。
介于此，塞内加尔开始成为世界经济增长最快的国家之一。该国主要的工业包括食品加工、采矿业、水泥生产、化肥、纺织、进口石油提炼和旅游业。出口产品包括鱼类、化学品、棉花、布匹、落花生和磷酸钙，主要的外国市场是印度，占出口额的26.7%（1998年）。其他外国市场包括美国、意大利和英国。作为西非国家经济共同体的成员国，塞内加尔正在努力实现区域一体化以及对外统一关税。塞内加尔同时也是非洲工商业法规一体化组织的成员国。1996年，塞内加尔实现了互联网的全部连接，创造了信息技术服务的繁荣。私营经济现在占GDP的82%。而在消极的一面，塞内加尔又要面对由来已久的城市人口高失业率，社会经济发展不平衡以及青少年犯罪问题。

## 人口
塞內加爾，人口1585万（2017年），主要民族為沃洛夫族占了全國人口的40%，頗爾族、謝列爾族則次之。全国人口中有约90%信仰伊斯蘭教，5%信仰拜物教，约5%信仰羅馬天主教。

## 體育

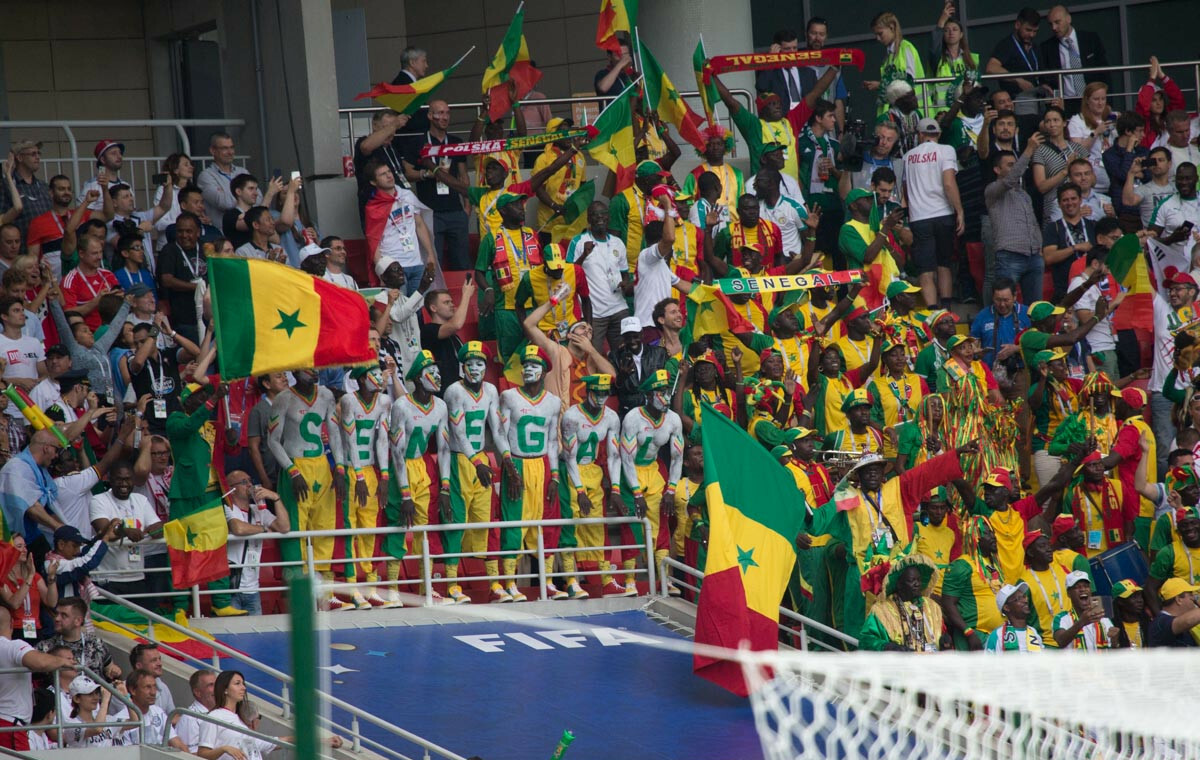
塞內加爾球迷在俄羅斯所舉辦的2018年世界盃足球賽的現場加油畫面

足球在塞內加爾是最受歡迎的運動。而塞內加爾的足球運動曾在世界足球史上綻放光芒，2002年世界盃足球賽首次參賽，並在首場比賽扳倒衛冕冠軍法國，直到八強賽才敗給土耳其，同時在近期的2021年非洲國家盃上也獲得冠軍，現時也產出不少球員在五大聯賽效力，如沙迪奧·文尼、愛德華·門迪、伊斯馬伊拉·薩爾（英超）、萨迪奥·马内（德甲）、（意甲）、（法甲）等，除此之外，摔角在塞內加爾也是另一項受歡迎的運動。

## 环境保护
參與「非洲綠色長城」計劃成功經驗。